# Matthew Tindal
Matthew Tindal (1656–1733) – brytyjski filozof. Był jednym z głównych przedstawicieli deizmu. Napisał traktat Christianity as Old as the Creation..., zwany biblią deistów. Propagował erastianizm. Jego prace były bardzo popularne w okresie oświecenia.